# مارتینگات
مارتینگات (به فرانسوی: Martignat) یک کمون (فرانسه) در فرانسه است که در ان (اوورنی-رون-آلپ) واقع شده‌است. مارتینگات ۱۳٫۲۵ کیلومتر مربع مساحت دارد ۵۱۴ متر بالاتر از سطح دریا واقع شده‌است.